# Terfesse
Taxons concernés
dans les genres suivants :
- Terfezia
- Tirmania
- Picoamodifier

Terfesse, terfèze, terfez, terfès, terfass ou terifass, truffe des sables ou encore truffe du désert, sont des appellations commerciales d'espèces comestibles de champignons hypogés apparentés à la truffe.
Elles ne sont pas reconnues en France comme truffes, car cette appellation est réservée à des espèces du genre Tuber.

## Habitat
Elles ont été trouvées dans les zones arides et semi-arides du désert du Sahara, en Algérie, du Kalahari, de la Turquie, de la Syrie, de l'Azerbaïdjan, de l'Iran, de l'Irak, du Koweït, du désert du Néguev en Israël, du Sahara, de l'Arabie saoudite, du Qatar, de la Libye, de l'Espagne, de la Grèce, de Chypre et de Hongrie, Croatie et Chine,.
Elles poussent également dans les pays de l'Afrique du Nord, tels que l'Algérie, la Tunisie et le Maroc,.

## Noms vernaculaires
Les truffes du désert portent plusieurs noms vernaculaires différents qui participent à la confusions entre les différentes espèces. Certains sont dérivés du latin terfezia, qui désignait cette truffe qui faisait l'objet de commerce à l'époque de la Rome antique.
En Iran, elles sont appelées Donbalan ou Dombal.
Elles sont appelés Domalan dans les régions de l'Anatolie centrale et du Kurdistan, également Keme à la frontière syro-kurde.
En Algérie, Maroc et Tunisie, on les appelle terfez, les amazigh du désert occidental les appellent terfas ترفاس. Il n’est pas rare de voir les termes suivants : terfesse, terfèze, terfez, terfès, terfass ou terifass.
Au Koweït, en Arabie saoudite et en Oman, elles sont nommées فقع (prononcé faga‘ ou faqa‘).
En Arabie saoudite, il existe deux variétés. Les khalasi sont ovales avec une peau noire et un intérieur ivoire rosé, et les zubaidi ont une couleur crème, mais sont généralement plus chers.
En Syrie, et en Libye terfase ترفاس, elles sont connues sous leur nom arabe classique, kamaa كمأ.
Les Irakiens les appellent kamaa, kima ou chima كمأ, selon les dialectes locaux.
Le mot hébreu est kmehin (kmeha au singulier).
Dans le sud de l'Espagne, elles sont connues sous le nom de turmas ou criadillas et aux îles Canaries, sous le nom de papas crias.
Au Botswana, elles sont appelées mahupu.
Les Nama-Damara les appellent nabas, elles sont également connues sous le nom de « truffes du Kalahari ».
En Hongrie, elles sont connues sous le nom d'homoki szarvasgomba (« truffes de sable ») et sont vendues aux nations anglophones sous le nom de truffes au miel.
Dans les pays océaniques, il y a une certaine confusion concernant la truffe du désert, car l'igname est souvent appelée aussi la truffe commune du désert (common desert truffle).

## Qualités gastronomiques
Si elles n'ont pas le même parfum que la truffe gastronomique véritable, elles ont cependant leur place dans les cuisines où elles sont traditionnelles, comme la gastronomie arabe et juive.
Elles contiennent beaucoup d'acide linoléique et présentent donc une valeur nutritionnelle incontestable.

## Taxinomie
Liste des espèces trouvées sous ces noms, ainsi que leurs noms commerciaux éventuels :
- genre Tuber
  - Tuber oligospermum
  - Tuber asa-foetida, dite terfass mâle des terfass
- genre Delastria
  - Delastria rosea, dite terfass amère de taïga
- genre Terfezia
  - Terfezia arenaria
  - Terfezia boudieri
  - Terfezia claveryi
  - Terfezia leptoderma
- genre Tirmania
  - Tirmania pinoyi
  - Tirmania nivea
- genre Picoa
  - Picoa juniperi

- genre Mattirolomyce
  - Mattirolomyce terfezioide (Honey truffles ou Hungarian Sweet Truffle dans les pays anglo-saxons)[10]